# Marila pluricostata
Marila pluricostata är en tvåhjärtbladig växtart som beskrevs av Paul Carpenter Standley och L. O. Williams. Marila pluricostata ingår i släktet Marila och familjen Calophyllaceae. Inga underarter finns listade i Catalogue of Life.